# Mezinárodní cestovní ruch
Mezinárodní cestovní ruch (též zahraniční cestovní ruch; angl. international travel/tourism) je součet příjezdového cestovního ruchu všech zemí světa. Zahrnuje tedy přeshraniční cestování návštěvníků mezi všemi zeměmi světa. Ve statistikách mezinárodního cestovního ruchu je však vždy uváděn počet turistů, neboť Světová organizace cestovního ruchu OSN (UNWTO) zpracovává podklady pouze o přenocujících návštěvnících. Podle jejích údajů cestovalo v roce 2008 přes hranice 922 milionů turistů.